# 추력
추력(推力, thrust)은 뉴턴의 제2운동법칙과 3운동법칙으로 설명되는 반작용의 힘이다. 계(界;system)에서 물체(질량;mass)를 움직이거나 가속할 때 그 반대 방향으로 같은 힘을 작용하는데, 물체에 작용하는 힘을 추력이라 한다. 프로펠러 항공기에서는 프로펠러가 비행 경로 반대 방향으로 유체(공기)를 밀어내는데 이때 공기는 비행 방향으로 추력을 발생시키고 이 힘으로 비행체가 날아가는 것이다.

## 수학적 표현

항공기 날개에 작용하는 힘

회전하는 프로펠러가 공기를 밀어내거나 제트 엔진이 연소된 공기를 분사할 때 비행체는 이 반대 방향으로 추력을 얻는다. 이때 기관이 발생시킨 공기의 운동량은 공기의 질량과 속도의 곱으로 표현되고 이 힘은 비행체를 움직이는 힘(충격량)과 같고 방향만 다르다.
추력은 수학적으로 다음과 같이 나타낼 수 있다.:
{\displaystyle T={\frac {M}{t}}v}
여기서:
T = 추력(thrust)
M/t = 연료 연소율 (Mass/time)
v = 속도(배기 혹은 분사 물질의 평균 속도)

## 추력의 힘 비교
- 우주왕복선

우주왕복선의 주 엔진은 1.8MN의 추력을 내며(3개) 우주왕복선 발사체는 14.7MN의 추력을 낸다(2개). 모두 합해 34.8MN의 추력을 내며 왕복선과 발사체가 2,040톤이므로 우주왕복선은 20MN의 추력으로 우주로 쏘아 올려진다.